# 姚良臣
姚良臣（?—?），南宋大臣，在宋朝末年担任右丞相。
姚良臣初任广南东路转运使。宋端宗景炎元年（1276年）十二月，宋端宗至广州，广南东路安抚使薛应龙、广南东路转运使姚良臣把他迎到州治，以作行宫。宋末帝祥兴元年（1278年）八月廿一壬申，宋末帝赵昺任命姚良臣为右丞相，夏士林为参知政事，王德为同知枢密院事。次年二月，末帝与陆秀夫投海，南宋灭亡。